# 승평부부인
승평부대부인 박씨(昇平府大夫人 朴氏, 1455년 - 1506년 7월 20일)는 조선 전기의 왕족이다. 덕종의 장남 월산대군의 부인이자, 성종의 형수로, 연산군의 백모이기도 하다. 적개좌리공신인 박중선의 딸로, 중종반정을 주도한 박원종의 누나이면서 또한 중종의 계비인 장경왕후의 이모, 인종의 종조모(부계)이자 대이모(모계)가 된다. 본관은 순천이다.
첫 봉작은 상원군부인(祥原郡夫人)이었는데 뒤에 승평부부인으로 개봉되었다.

## 생애
박씨는 1466년 8월 19일 월산대군(月山大君) 이장(李暲)과 혼인했다. 당시 박씨의 아버지 박중선은 병조 참판으로, 세조의 이종사촌이었다. 박씨와 월산군의 혼인은 세조의 조카 영순군의 집에서 치러졌고, 세조와 정희왕후는 궁궐 안에 다락을 만들어 큰손자의 혼인을 멀리서 구경했다. 월산군과의 혼인으로 상원군부인(祥原郡夫人) 박씨(朴氏)에 봉해졌다가, 후에 시동생 자산군이 성종으로 즉위하면서 승평부부인으로 승격되었다. 월산대군과의 사이에서 소생은 없고, 월산대군은 후실 사이에서만 두 아들을 두었다.
박씨는 미모가 출중한 여인으로 그녀를 둘러싼 추문도 많았다. 연산군은 어릴 때 잔병치레가 잦아 백부인 월산군의 집 덕수궁에 자주 피접을 나갔고, 그를 손수 길러준 박씨는 연산군에게 어머니 같은 존재였다. 후에 연산군은 보위에 오르자 자신의 세자도 박씨에게 기르게 하고 세자가 커서 궁으로 돌아올 때 박씨도 같이 들어오게 했다. 연산군은 박씨에게 많은 물품을 하사하고 인수대비에게 효도를 했다는 이유로 정려문도 지어 주었다. 그는 박씨에게 처소를 내어주고 자주 처소를 방문했는데 이 때문에 연산군이 박씨와 간통을 했다는 추문이 퍼지기도 하였다. 또 연산군은 승평부부인의 당호 앞에 '大' 자를 넣어 승평부대부인이라는 도장을 만들게 하였다. 또 다른 소문으로는 이후 연산군이 박씨와 자다가 꿈에 월산대군이 나타난 것을 보고 놀라 월산대군의 묘에 긴 창을 꽂게 했다는 소리까지 있었다. 이처럼 박씨가 시조카인 연산군에 의해 겁탈당하였다는 소문은 당시에 파다했다. 그 뒤 박씨는 반정이 일어나기 전에 죽었는데, 독약을 먹고 자결하였다는 설도 있다. 조선왕조실록에는 당시 사람들이 이를 두고 연산군의 아이를 잉태하여 자결했다고 말한다고 기록하고 있으며 야사에선 연산군에게 성병을 옮아 자결하였다고도 한다. 그러나 이에 대해선 당시 박씨는 쉰을 넘긴 나이였으므로 아이를 가져 자결했다는 것은 있을 수 없다는 주장이 있다. 중종반정의 주모자였던 박원종이 자신의 반정을 정당화하기 위해 누이와 연산군 간의 사건을 조작하여 소문을 퍼뜨렸다거나, 불심이 깊었던 박씨가 당시 유교 사회에서 좋은 평가를 받을 수 없었다는 의견도 있다.

## 가족관계
- 아버지 : 판돈녕부사(判敦寧府事) 박중선
  - 남동생 : 의정부영의정 평성부원군(平城府院君) 박원종
  - 여동생 : 순천부부인 박씨 (장경왕후의 어머니)
  - 제부 : 파원부원군(坡原府院君) 윤여필
    - 외조카 : 윤임
    - 외조카 : 장경왕후 윤씨 (조선 제12대 왕 인종의 어머니)
- 시아버지 : 조선 추존왕 덕종(의경세자)
- 시어머니 : 소혜왕후 한씨(인수대비)
- 남편 : 월산대군
  - 시동생 : 조선 제9대 왕 성종
  - 동서 : 공혜왕후 한씨
  - 동서 : 폐비 윤씨 (조선 제10대 왕 연산군의 어머니)
  - 동서 : 정현왕후 윤씨 (조선 제11대 왕 중종의 어머니)
    - 시조카 : 조선 제10대 임금 연산군

## 승평부부인이 등장하는 작품
- 《설중매》 (MBC, 1984년~1985년 배우:엄유신)
- 《장녹수》 (KBS, 1995년 배우:양미경)
- 《왕과 비》 (KBS, 1998년~2000년 배우:이덕희)
- 《인수대비》 (JTBC, 2011년~2012년 배우:윤영주, 전희수)

## 참고
- 조선왕조실록